# Óscar Gutiérrez (motociclista)
Óscar Gutiérrez Iglesias (Santa Maria de Palautordera, 16 luglio 1999) è un pilota motociclistico spagnolo.

## Carriera

### Gli inizi
Il primo impegno internazionale di Gutiérrez è nella Red Bull Rookies Cup, manifestazione a cui partecipa nel biennio 2014-15, conquistando alcuni piazzamenti a podio. Nelle stagioni successive gareggia nelle classi Moto3 e Moto2 del campeonato de España de Velocidad (si classifica sedicesimo nell'europeo del 2017 in sella ad una Ariane). Nel 2019 e nel 2020 è campione della categoria Supersport 600 nel'ESBK, campionato in cui gareggia anche nelle due annate seguenti. Parallelamente alla carriera in patria, esordisce a livello mondiale con una wild card al Gran Premio di Barcellona del mondiale Supersport nel 2020. In sella ad una YZF-R6 del Team GMT94 Yamaha conclude l'evento senza punti. Nel 2021 ottiene i primi punti iridati al Gran Premio di Navarra in Supersport, disputato come pilota sostitutivo per Yamaha MS Racing. Nella stessa stagione disputa una gara nel CEV Moto2 conquistando nove punti con una Bultaco. Nel 2022 fa il suo esordio anche nel mondiale Superbike: disputa, nuovamente come sostituto, i Gran premi di Magny-Cours e Catalogna. Con la Kawasaki ZX-10R del Team Pedercini va a sfiorare la zona punti in un paio di occasioni.

### MotoE
Nel 2023 fa il suo debutto nel motomondiale, è chiamato a sostituire l'infortunato Luca Salvadori nel campionato mondiale di MotoE per il team  Pramac Racing. Disputa quattro gare raccogliendo quindici punti che gli consentono di classificarsi diciannovesimo. Nel 2024 è promosso a pilota titolare nel campionato delle motociclette elettriche; gareggia per il Team Axxis-MSi, il compagno di squadra è Miquel Pons. Disputa un campionato di alto livello salendo sul podio in metà delle gare in calendario, conquista inoltre una pole position e tre vittorie classificandosi terzo assoluto.

## Risultati in gara

### Campionato mondiale Supersport
| 2020 | Moto   |  |  |  |  |  |  |  |  |  |    |     |  |  |  |  |  |  |  |  |  |  |  |  |  | Punti | Pos. |
| ---- | ------ |  |  |  |  |  |  |  |  |  | -- | --- |  |  |  |  |  |  |  |  |  |  |  |  |  | ----- | ---- |
| 2020 | Yamaha |  |  |  |  |  |  |  |  |  | 19 | Rit |  |  |  |  |  |  |  |  |  |  |  |  |  | 0     |      |

| 2021 | Moto   |  |  |  |  |  |  |  |  |  |  |     |    |  |  |  |  |  |  |  |  |  |  |  |  | Punti | Pos. |
| ---- | ------ |  |  |  |  |  |  |  |  |  |  | --- | -- |  |  |  |  |  |  |  |  |  |  |  |  | ----- | ---- |
| 2021 | Yamaha |  |  |  |  |  |  |  |  |  |  | Rit | 15 |  |  |  |  |  |  |  |  |  |  |  |  | 1     | 48º  |

| Legenda | 1º posto        | 2º posto            | 3º posto           | A punti      | Senza punti        | Grassetto – Pole position Corsivo – Giro più veloce |
| Legenda | Gara non valida | Non qual./Non part. | Ritirato/Non class | Squalificato | '-' Dato non disp. | Grassetto – Pole position Corsivo – Giro più veloce |

### Campionato mondiale Superbike
| 2022 | Moto     |  |  |  |  |  |  |  |  |  |  |  |  |  |  |  |  |  |  |    |    |    |    |    |     |  |  |  |  |  |  |  |  |  |  |  |  |  |  |  |  |  |  | Punti | Pos. |
| ---- | -------- |  |  |  |  |  |  |  |  |  |  |  |  |  |  |  |  |  |  | -- | -- | -- | -- | -- | --- |  |  |  |  |  |  |  |  |  |  |  |  |  |  |  |  |  |  | ----- | ---- |
| 2022 | Kawasaki |  |  |  |  |  |  |  |  |  |  |  |  |  |  |  |  |  |  | 23 | 22 | 17 | 17 | 18 | Rit |  |  |  |  |  |  |  |  |  |  |  |  |  |  |  |  |  |  | 0     |      |

| Legenda | 1º posto        | 2º posto            | 3º posto           | A punti      | Senza punti        | Grassetto – Pole position Corsivo – Giro più veloce |
| Legenda | Gara non valida | Non qual./Non part. | Ritirato/Non class | Squalificato | '-' Dato non disp. | Grassetto – Pole position Corsivo – Giro più veloce |

### Motomondiale

#### MotoE
| 2023 | Classe | Moto   |  |  |  |  |  |  |  |  |  |  |    |    |    |    |  |  | Punti | Pos. |
| ---- | ------ | ------ |  |  |  |  |  |  |  |  |  |  | -- | -- | -- | -- |  |  | ----- | ---- |
| 2023 | MotoE  | Ducati |  |  |  |  |  |  |  |  |  |  | 12 | 12 | 14 | 11 |  |  | 15    | 19º  |

| 2024 | Classe | Moto   |     |   |   |   |   |   |    |    |   |   |    |   |   |     |   |   | Punti | Pos. |
| ---- | ------ | ------ | --- | - | - | - | - | - | -- | -- | - | - | -- | - | - | --- | - | - | ----- | ---- |
| 2024 | MotoE  | Ducati | Rit | 3 | 7 | 3 | 1 | 2 | 11 | 10 | 2 | 2 | NC | 4 | 1 | Rit | 8 | 1 | 208   | 3º   |

| 2025 | Classe | Moto   |   |     |     |     |   |   |  |  |  |  |  |  |  |  |  | Punti | Pos. |
| ---- | ------ | ------ | - | --- | --- | --- | - | - |  |  |  |  |  |  |  |  |  | ----- | ---- |
| 2025 | MotoE  | Ducati | 1 | Rit | Inf | Inf | 4 | 6 |  |  |  |  |  |  |  |  |  | 48    |      |

| Legenda | 1º posto        | 2º posto            | 3º posto            | A punti      | Senza punti        | Grassetto – Pole position Corsivo – Giro più veloce |
| Legenda | Gara non valida | Non qual./Non part. | Ritirato/Non class. | Squalificato | '-' Dato non disp. | Grassetto – Pole position Corsivo – Giro più veloce |

#### Moto2
| 2025 | Classe | Moto       |    |    |    |  |  |  |  |  |  |  |  |  |  |  |  |  |  |  |  |  |  |  | Punti | Pos. |
| ---- | ------ | ---------- | -- | -- | -- |  |  |  |  |  |  |  |  |  |  |  |  |  |  |  |  |  |  |  | ----- | ---- |
| 2025 | Moto2  | Boscoscuro | 25 | 22 | 12 |  |  |  |  |  |  |  |  |  |  |  |  |  |  |  |  |  |  |  | 4     |      |

| Legenda | 1º posto        | 2º posto            | 3º posto            | A punti      | Senza punti        | Grassetto – Pole position Corsivo – Giro più veloce |
| Legenda | Gara non valida | Non qual./Non part. | Ritirato/Non class. | Squalificato | '-' Dato non disp. | Grassetto – Pole position Corsivo – Giro più veloce |